# سفارت اوکراین در لتونی
سفارت اوکراین در لتونی (اوکراینی: Посольство України в Латвії) نمایندگی دیپلماتیک اوکراین در ریگا، لتونی است. از ۲۷ فوریه ۲۰۱۹، الکساندر میشچنکو سفیر ارشت و تام‌الاختیار اوکراین در جمهوری لتونی است

## تاریخچه روابط دیپلماتیک
در ۲۶ اوت ۱۹۹۱ اوکراین استقلال جمهوری لتونی را به رسمیت شناخت. در ۴ دسامبر ۱۹۹۱، لتونی استقلال اوکراین را به رسمیت شناخت. روابط دیپلماتیک بین دو کشور در ۱۲ فوریه ۱۹۹۲ برقرار شد. سفارت اوکراین از سال ۱۹۹۳ در ریگا فعالیت می‌کند. مراسم تحلیف سفارت در سال ۱۹۹۵ و با حضور رئیس‌جمهور اوکراین لئونید کوچما و رئیس‌جمهور لتونی گونتیس اولمانیس انجام شد.